# 久延毘古
久延毘古（くえびこ）乃《古事記》之寫法，祂是日本神話中的神祇，另有別名久氐比古。

## 概要

### 古事記之記載
依《古事記》上卷之記載，大國主神在出雲時，見一神明自波穗乘天之羅摩船（あめのかがみのふね）渡海而來，身上穿著蛾皮衣。大國主神問其名卻不答，問隨從眾神也無人知曉，這時有隻青蛙多邇具久開口說：「久延毘古神必定知道。」於是召來久延毘古神，祂回答：「祂是神產巢日神之子，名曰少名毘古那神。」大國主命便詢問神產巢日神以證實此事，後者說：「祂的確是我從指縫間漏出的兒子，與祢葦原色許男命（大國主命之別名）為兄弟，祢們應該攜手合作、建立國家。」於是兩人便合力建國，直到國家安定時，少名毘古那神就渡海回常世國。所以久延毘古便是說出少名毘古那神名字之人，所謂久延毘古便是稻田裡之曾富騰（そほど），腳雖然不良於行，卻盡知天下之事。

## 解說
《古事記》裡已經解釋久延毘古為曾富騰（そほど）、案山子（かかし），也就是稻草人，故屬於農業之神。「久延」乃「崩壞」的活用形，故「久延毘古」亦可寫成「崩彥」。按稻草人終日在稻田邊遭受日曬雨淋，「崩壞」即為此含意。

## 信仰
在日本主祭久延毘古的神社主要計有下列：
- 久延彥神社（奈良縣櫻井市）
- 久氐比古神社（石川縣鹿島郡中能登町）
- 雨宮坐日吉神社（長野縣千曲市）
- 守田神社（長野縣長野市）

## 內部連結
- 一寸法師
- 開拓三神
- 大國主神
- 國魂
- 神農

## 外部連結
- （日語）久延彦神社（くえひこじんじゃ） （页面存档备份，存于）